# С-300ПТ

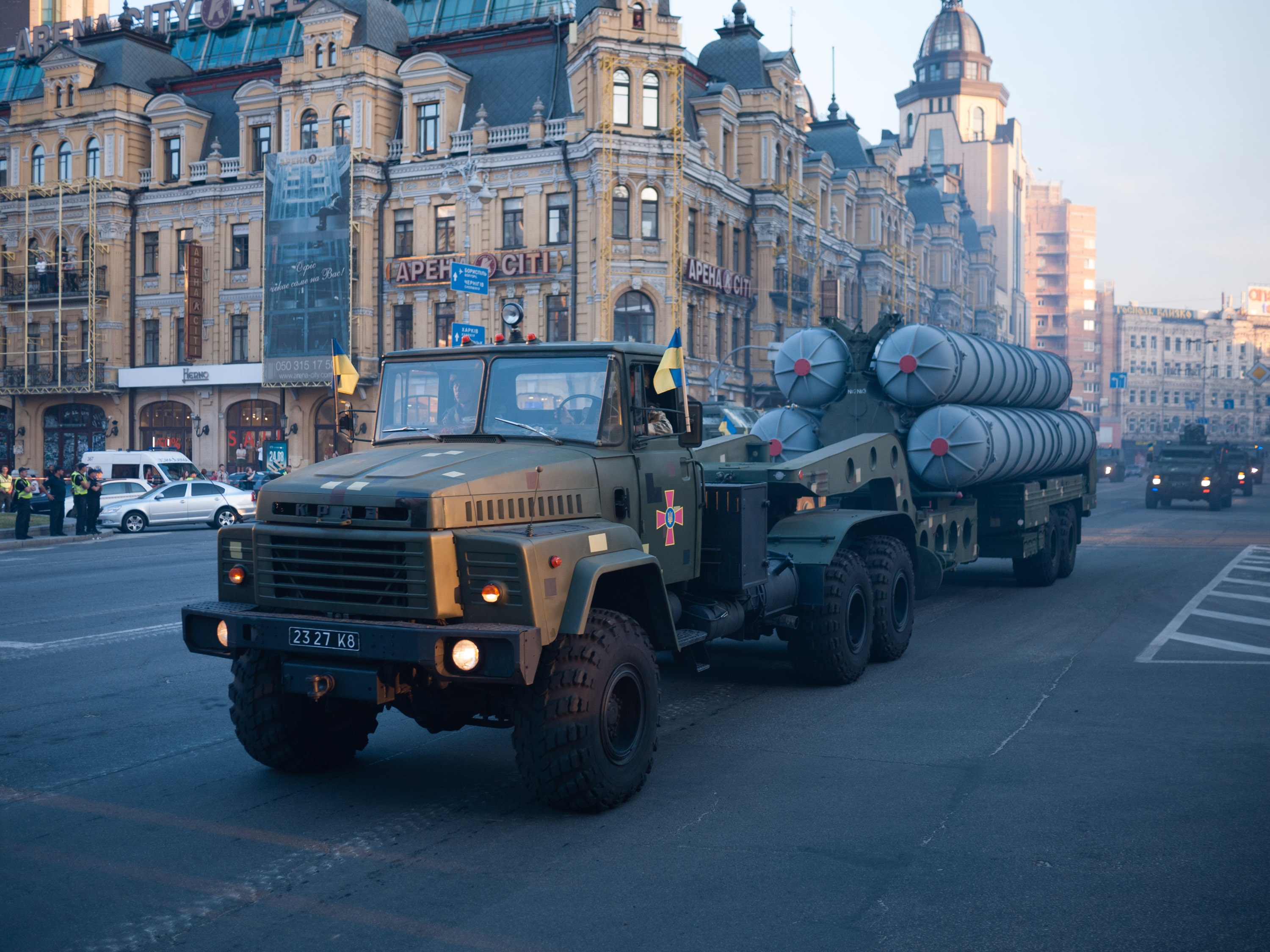
КрАЗ-260В з пусковою установкою 5П851 комплексу С-300ПТ. Київ, 2018.

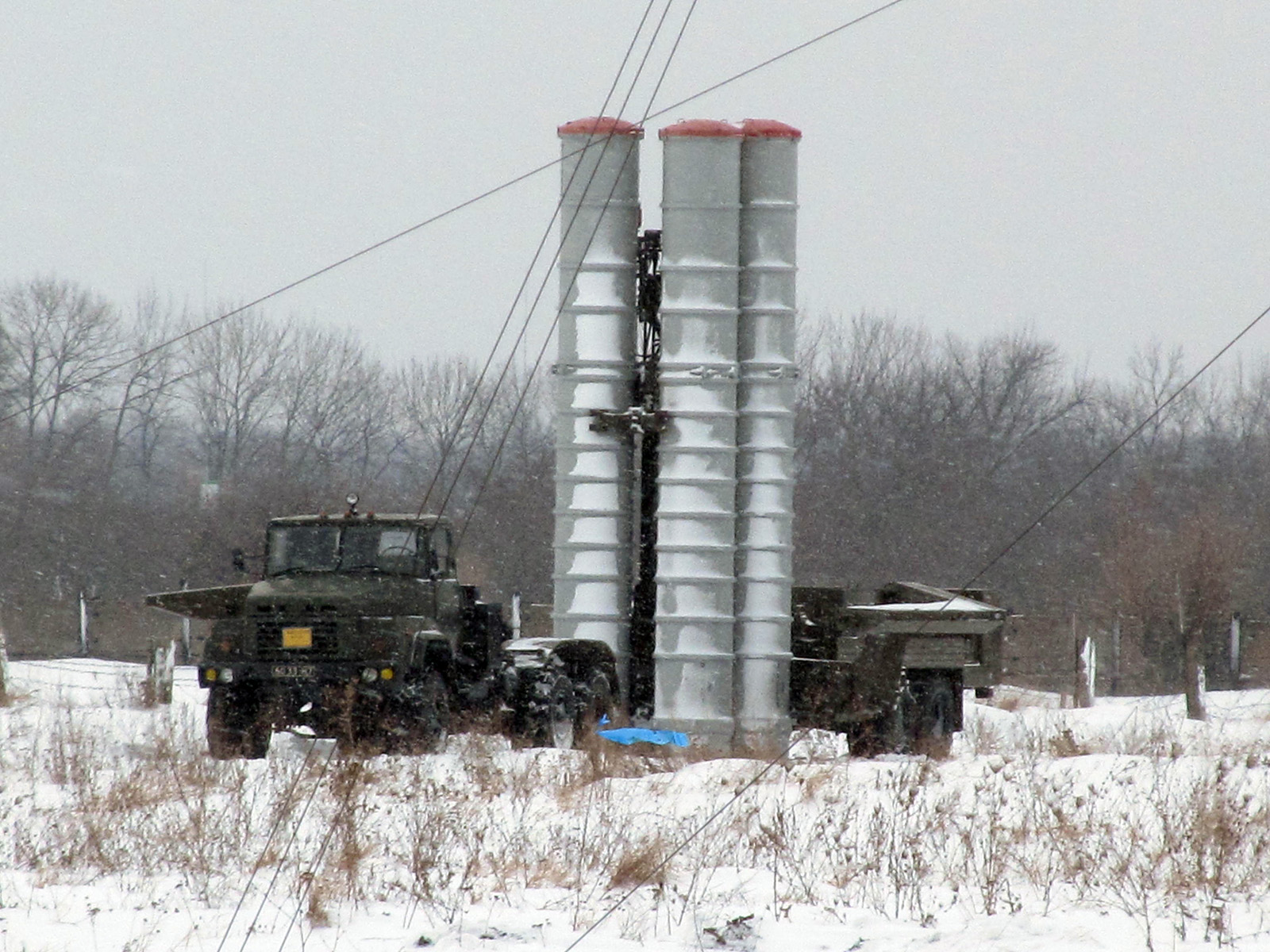
КрАЗ-260В та переведена у бойове положення пускова установка 5П851. Навчання, 2017.

С-300ПТ (абр. рос. подвижная транспортируемая) — радянський зенітний ракетний комплекс середнього радіуса дії сімейства С-300 на буксирувальній платформі.

## Склад
До складу зенітної ракетної системи (ЗРС) входить:
- командний пункт (КП) 5Н83, що складається з:
  - пункту бойового керування (ПБК) 5К56
  - радіолокатора виявлення (РЛВ) 5Н64
- до 6 зенітних ракетних комплексів 5Ж15

До складу зенітного ракетного комплексу (ЗРК) 5Ж15 входить:
- низьковисотний виявляч (НВВ) 5Н66
- радіолокатор підсвітки і наведення (РПН) 5Н63
- пускові комплекси (ПК) 5П85П
  - пускові установки (ПУ) 5П851

## Командний пункт 5Н83
Командний пункт (КП) 5Н83 призначений, і спеціально адаптований, для керування угрупованням різнорідних зенітних ракетних систем (ЗРС) С-200 і С-300П (різних модифікацій) при загальній кількості систем у складі угруповання до шести.
Командний пункт КП5Н83 ЗРС С-300ПТ знаходиться у транспортних контейнерах і на стаціонарних позиціях розміщується безпосередньо на ґрунт чи на підготовлених майданчиках.
КП 5Н83 здійснює:
- розвідку повітряної обстановки;
- визначення державної приналежності виявлених повітряних об'єктів;
- цілерозподілення по вогневих дивізіонах;
- загальне керування бойовими діями полку.

Для тренування розрахунків КП 5Н83 використовується тренажерний комплекс 16Ю6П "Тембр-П".
До складу КП 5Н83 ЗРС С-300ПТ входить:
- пункт бойового керування (ПБК) 5К56;
- радіолокатор виявлення (РЛВ) 5Н64.
- ЗІП, який міститься в двох напівпричепах типу ОдАЗ-828М.
- система автономного енергоживлення (САЕ):
  - 5Е452 — модуль електроживлення ПБК 5К56 в складі:
    - дизельної електростанції (ДЕС) 5І57А;
    - розподільно-перетворювального пристрою (РПП) 5І58;
    - кабельної мережі;
    - ЗІП.

  - 5Е453 — модуль електроживлення РЛВ 5Н64К в складі:
    - двох дизельних електростанцій 5І57А;
    - двох розподільно-перетворювальних пристроїв 5І58;
    - кабельної мережі;
    - ЗІП.
- система зовнішнього енергоживлення (СЗЕЖ) — при живленні від промислової електромережі застосовуються мобільні трансформаторні підстанції (ТПС) 82Х6, 83Х6;
- автомобілі для буксирування ДЕС, РПП і ТПС.

КП 5Н83 С-300ПТ може працювати в поєднанні з автоматизованими системами керування (АСК) ППО:
- 5С99М-1 «Сенеж-М»;
- 5Н37 «Байкал»;
- 73Н6 «Байкал-1».

Для сполучення з автоматизованою системою керування:
- «Сенеж» використовується кабіна 5Ф20 або 5Ф24;
- «Байкал»/«Байкал-1» використовується кабіна 53Л6. Кабіна сполучення розміщується на автопоїзді 5Т58, що буксирується сідельним тягачем КрАЗ-260.

## Пункт бойового керування 5К56
Пункт бойового керування 5К56, що входить до складу командного пункту (КП) 5Н83, забезпечує ефективне використання в угрупованні керованих систем шляхом вирішення в автоматичному режимі наступних основних завдань:
- керування режимами огляду РЛВ;
- Виявлення, ототожнення і супровід до 100 трас цілей;
- визначення державної приналежності цілей;
- відбір першочергових цілей і їх розподіл між керованими системами з видачею цілевказівок;
- забезпечення взаємодії систем в складній обстановці при застосовуванні противником радіоперешкод;
- координація автономних бойових дій систем;
- забезпечення взаємодії з сусідніми і вищими за рангом командними пунктами.

### Модифікації
- 5К56С — ПБК командного пункту 5П83С ЗРС С-300ПС

### Технічний опис
ПБК 5К56 складається з:
- апаратного контейнера Ф9 в якому розміщені:
  - робочі місця операторів;
  - багатопроцесорний обчислювальний комплекс 5Е26.1;
  - апаратура зв'язку;
  - апаратура документування бойових дій.
- автомобіля МАЗ-545М для перевезення контейнера Ф9.

Як телескопічний антенно-щогловий пристрій (АЩП) для зв'язку з вищим за рангом командним пунктом (КП) і автоматичною системою керування (АСК) використовується АЩП ФО-95М "Сосна-М".
Для забезпечення автономного електропостачання ПБК 5К56 використовується модуль системи автономного енергоживлення (САЕ) 5Е452 у складі КП 5Н83:
- одна дизельна електростанція (ДЕС) 5І57А;
- один розподільно-перетворювальний пристрій (РПП) 5І58;
- кабельні мережі;
- ЗІП.

При живленні від промислової електромережі застосовуються мобільні трансформаторні підстанції (ТПС) 82Х6, 83Х6;
- автомобілі для буксирування ДЕС, РПП і ТПС.

Контейнер Ф9 розміщується на бойовій позиції КП на підготовленій поверхні, в укритті або на МАЗ-543М.

## Радіолокатор виявлення 5Н64
Радіолокатор виявлення (РЛВ) 5Н64, що входить до складу командного пункту (КП) 5Н83 ЗРС С-300ПТ, призначений для виявлення, супроводу і визначення державної приналежності цілей, в тому числі в умовах природних і навмисних радіоперешкод, і для забезпечення радіолокаційною інформацією пункту бойового керування (ПБК) 5К56.
Розроблений у Науково-дослідному інституті вимірювальних приладів (НДІВП), Новосибірськ. Головні конструктори В. В. Райзберг, Ю. А. Кузнєцов. За розробку РЛС КО 5Н64 головному конструктору Ю. А. Кузнецову у 1980 р., присуджена Ленінська премія, а його заступнику А. В. Стьопіну і заступнику директора інституту з наукової роботи Б. Г. Бєляєву у 1981 р., присуджено Державну премію СРСР. Серійно виготовлявся з кінця 80-х років на заводі ім. Комінтерну, Новосибірськ.

### Модифікації
- 5Н64К — контейнерний варіант для ЗРС С-300ПТ;
- 5Н64КВ
- 5Н64М
- 5Н64МТ
- 5Н64С (5Н64А) — самохідний (автомобільний) варіант, розміщений на одній транспортній одиниці (автопоїзд: сідельний тягач МАЗ-7410 та напівпричіп МАЗ-9988) в трьох контейнерах, з часом розгортання не більше 5 хв.

### Технічний опис
Конструктивно РЛВ 5Н64К розміщений на двох транспортних одиницях:
- транспортний візок, станина якого, разом зі змонтованими на ньому контейнерами, встановлюється на бойовій позиції на підготовленій поверхні. Транспортний візок буксирується тягачем на шасі МАЗ-543. На транспортному візку встановлено:
  - апаратний контейнер Ф6 — антенний пост з антеною ФАР який обертається по азимуту (по колу);
  - апаратний контейнер Ф7 — нерухомий контейнер з передавачами та приймальними пристроями.
- транспортна машина (автопоїзд) 5Т58 на якій розташовані:
  - апаратний контейнер Ф8 — нерухомий контейнер з пристроями:
    - захисту від радіоперешкод;
    - обробки інформації;
    - керування;
    - засоби передачі даних;
    - засоби мовного зв'язку.

  - кабельний модуль для сполучення РЛВ з ПБК.

Для забезпечення автономного електропостачання РЛВ 5Н64 використовується модуль системи автономного енергоживлення (САЕ) 5Е453 у складі КП 5Н83:
- дві дизельні електростанції (ДЕС) 5І57А;
- два розподільно-перетворювальні пристрої (РПП) 5І58;
- кабельні мережі;
- ЗІП.

При живленні від промислової електромережі застосовуються мобільні трансформаторні підстанції (ТПС) 82Х6, 83Х6;
- автомобілі для буксирування ДЕС, РПП і ТПС.

## Низьковисотний виявляч 5Н66

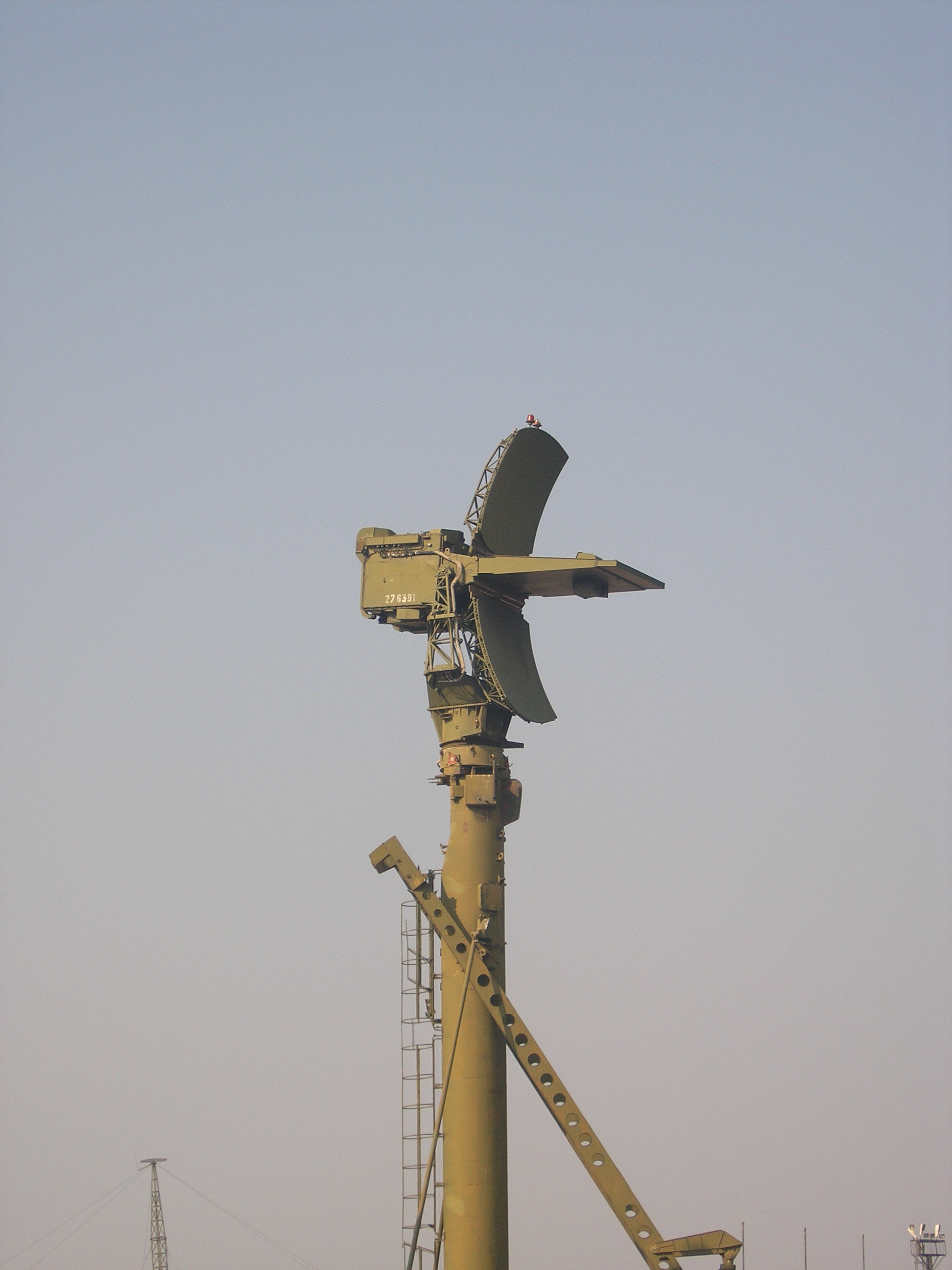

Для розширення можливостей по виявленню маловисотних цілей дивізіону ЗРС С-300ПТ надається низьковисотний виявляч (НВВ) 5Н66М який встановлюється на універсальній пересувній вишці 40В6М/40В6МД.
Розроблений в НВО "Утес" (Москва) під керівництвом Л. Шульмана. Вироблявся на Ліаіозовском електромеханічному заводі (ЛЕМЗ), головне підприємство НВО «Утес». В кінці 70-х років після проведення серії випробувань прийнятий на озброєння військ ППО СССР.

### Призначення
Низьковисотний виявляч (НВВ) 5Н66 призначений для виявлення цілей що наближаються або віддаляються, в тому числі і крилатих ракет з малими відбиваючими поверхнями, на малих висотах в умовах відбиття сигналу від місцевих предметів та при сильній протидії радіоперешкод противником. Робота НВВ автоматизована і забезпечує видачу цілевказівок в зенітно-ракетні комплекси (ЗРК) С-300 по виявлених цілях за координатами: швидкості, дальності й азимута.

### Модифікації
- 5Н66К
- 5Н66Л
- 5Н66М
- 5Н66М-1А
- 76Н6

### Технічний опис
До складу НВВ 5Н66 ЗРС С-300ПТ входить:
- апаратний контейнер Ф5, антенний пост НВВ. До складу контейнера Ф5 входять:
  - контейнер з приймально-передавальною апаратурою і підставка антенного поста, що забезпечує огляд простору по азимуту шляхом кругового механічного обертання;
  - антенна голівка з приймальною і передавальною антенами й антеною придушення бічних пелюсток,
- апаратний контейнер Ф52. Апаратура контейнера забезпечує передачу інформації на ЗРК по кабелю на відстань до 500 м. До складу контейнера входять:
  - апаратура обробки сигналів, автоматичного знімання координат, контролю, управління і тренажу;
  - контрольного індикатора кругового огляду;
  - апаратура гучномовного зв'язку (ГМЗ) для оперативного зв'язку з ЗРК і засобами енергопостачання;
  - засобами протиатомного і хімічного захисту (ПАЗ-ПХЗ).
- монтажний комплект, що містить необхідні кабелі та додаткові пристрої для розгортання РЛС, підключення її до ЗРК та засобам енергопостачання;
- модуль електроживлення 98Е6;
- автомобілі для буксирування модуля електроживлення 98Е6;
- універсальна пересувна вишка 40В6М/40В6МД.

Склад НВВ 5Н66М ЗРС С-300ПТ/С-300ПС:
- апаратний контейнер Ф5М;
- апаратний контейнер Ф52М;
- монтажний комплект, що містить необхідні кабелі та додаткові пристрої для розгортання РЛС, підключення її до ЗРК та засобам енергопостачання;
- модуль електроживлення 98Е6;
- автомобілі для буксирування модуля електроживлення 98Е6;
- універсальна пересувна вишка 40В6М/40В6МД.

Керування роботою НВВ здійснюється з апаратного контейнера Ф52/Ф52М або дистанційно з апаратного контейнера Ф2/Ф2М РПН 5Н63/5Н6С.
НВВ 5Н66/5Н66М в транспортному положенні перевозиться двома автопоїздами 5Т58/5Т58-2. На одному перевозиться апаратний контейнер Ф5/Ф5М, антенного поста НВВ, а на іншому — апаратний контейнер Ф52/Ф52М.

## Радіолокатор підсвітки і наведення 5Н63

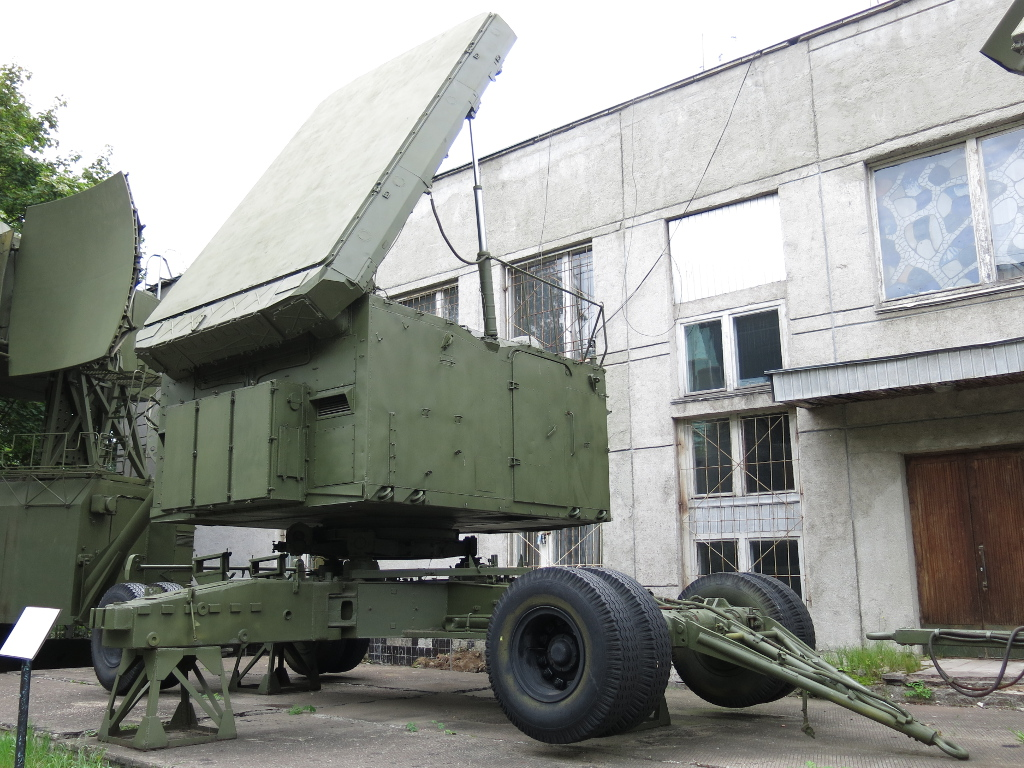
5Н63

Апаратурно радіолокатор підсвітки і наведення (РПО) 5Н63 складається з 2-х контейнерів:
- апаратний контейнер Ф1 з антенним постом радіолокатора підсвітки і наведення (РПН). Антенний пристрій поста складається з фазованих антенних решіток з цифровим керуванням положенням променя. Антенний пост РПН змонтований на опорно-обертовому пристрої, встановленому на транспортному візку ФР-10. При переводі контейнера Ф1, на позиції, в бойове положення, рама транспортного візка встановлювалася безпосередньо на ґрунт, розсувалися дві станини і візок знімався з колісного ходу.

При розгортанні комплексу в лісистій або сильно пересіченій місцевості антенний пост, контейнер Ф1, може бути піднято на універсальну пересувну вишку 40В6М/40В6МД;
- апаратний контейнер Ф2К, кабіна бойового керування (КБК). У КБК розміщені:
  - робочі місця операторів;
  - багатопроцесорний обчислювальний комплекс 5Е26.2;
  - апаратура виявлення та супроводу цілей і ракет;
  - апаратура зв'язку і керування засобами комплексу.

Контейнер Ф2 транспортувався на транспортній машині (автопоїзді) 5Т58/5Т58-2. Розміщувався контейнер на ґрунті чи на підготовленій поверхні. На позиціях контейнери Ф2 частіше розташовувалися в укриттях — в капонірах або за обвалування.

### Модифікації
- 5Н63-1 — радіолокатор підсвітки і наведення ЗРК 5Ж15-1 ЗРС С-300ПТ-1
- 5Н63С — радіолокатор підсвітки і наведення ЗРК 5Ж15С ЗРС С-300ПС
- 30Н6

## Пусковий комплекс 5П85П
Пусковий комплекс 5П85П входить до складу ЗРК 5Ж15 ЗРС С-300ПТ. Склад 5П85П:
- до 3-х пускових установок (ПУ) 5П851;
- апаратний контейнер Ф3, кабіна стартової автоматики, призначена для розміщення апаратури, що забезпечує передстартову підготовку і пуск ракет.

Апаратний контейнер Ф3 транспортується на транспортній машині (автопоїзді) 5Т58, причому транспортування контейнерів здійснюється парами. При переведенні в бойове положення на позиціях контейнер може розташовуватися:
- на стійках на підготовленій поверхні;
- безпосередньо на ґрунті;
- на транспортній машині (автопоїзді) 5Т58.

Контейнери розташовуються на відстані кілька десятків метрів від пускових установок (ПУ). ПУ 5П851 з контейнерами Ф3 з'єднуються за допомогою кабелів. Інформаційна взаємодія бойових елементів комплексу може здійснюватися також за допомогою радіосигналу.

## Буксирувальна пускова установка 5П851

### Історія створення
Пускові установки (ПУ) для ЗУР комплексу С-300ПТ проектувалися в ленінградському КБСМ під керівництвом головного конструктора Миколи Олексійовича Трофимова. Перший варіант пускової установки під позначенням 5П85П являв собою перевозимий стартовий стіл, який забезпечував розгортання ракетної батареї на непідготовленій позиції. Спочатку на ПУ передбачалося розмістити зв'язку-касету з п'ятьма ЗУР, що знаходяться в транспортно-пускових контейнерах (ТПК) діаметром по 1,1 м. Зв'язка ТПК повинна була доставлятися на позицію і встановлюватися у вертикальне положення за допомогою, виготовленої на базі шасі МАЗ-543, транспортно-встановлючої машини (ТВМ).
Однак більш глибока проробка подібної зв'язки ТПК показала наявність істотних труднощів при її експлуатації. Не забезпечувався заданий темп пуску ракет, оскільки старт першої-ж ЗУР приводив до розгойдування касети. При виході з ладу однієї з ракет в ТПК або після витрачання частини з об'єднаних у зв'язці ТПК для відновлення боєкомплекту була потрібна заміна всієї зв'язки в цілому. Подібне перезарядження касети при неповному використанні ракет, як і зберігання касет, обладнаних загальним електророз'емом, вело до додаткових проблем при експлуатації. Крім того, постійно перебування у вертикальному положенні надавало додаткові демаскуючі ознаки пускової установки. Зрештою після узгодження технічного завдання число ТПК в касеті було скорочено до чотирьох.
Після розробки ескізного проекту стартового столу була також випущена робоча документація по 5П85П, але «в металі» даний варіант так і не виготовили. Надалі всі зусилля розробників були зосереджені на буксирувальній ПУ. Перша версія не буксирувальної ПУ була напівпричепом з підкатними ходами і підйомом пакета ТПК в сторону задньої осі ПУ, але й цю версію не прийняли.
Надалі всі зусилля розробників були зосереджені на буксирувальній ПУ 5П851 з підйомом пакета в сторону тягача.
Випуск ПУ 5П851 проводився до початку 80-х років.

### Модифікації
- 5П851А — буксирувальна пускова установка ЗРС С-300ПТ-1/1А. Допрацьована 5П851, для перезарядження яких використовувалися заряджальні машини 5Т99 на шасі КрАЗ-255 або самохідні кранові засоби.

Пускова установка 5П851А випускалася в декількох варіантах, зовні відрізнялися формою станин, гідравлікою і місцем розташування стійки артилерійської панорами.

### Технічний опис
Буксирувальна ПУ 5П851 забезпечує:
- транспортування пакета з 4-х транспортно-пускових контейнерів (ТПК) 5П86 з ЗУР;
- перевід пакету ТПК в бойове положення;
- проведення передпускових операцій;
- проведення пуску.

ПУ 5П851 виконана на шасі напівпричепа МАЗ-938Б з розміщеними на ньому:
- хиткої частини зі зв'язкою з чотирьох контейнерів;
- гідравлічний привід для:
  - висунення опорних домкратів;
  - підйому хиткої частини;
  - переміщення зв'язки ТПК.

На бойовій позиції ПУ встановлювалися безпосередньо на ґрунт або на підготовлену поверхню. Спочатку ПУ встановлювалася на допоміжні гідравлічні опори, тягач (КрАЗ-255В або КрАЗ-260) розчіплювали від ПУ і від'їжджав від установки, після чого розводилися станини основних гідравлічних опор і ПУ горизонтувалась. При переводі в бойове положення пакет ТПК піднімався в сторону розведених станин (в сторону тягача) основних гідравлічних опор і опускався на ґрунт.

Після переводу в бойове положення ПУ 5П581 для інформаційної взаємодії з'єднувалися кабелями з розташованим на відстані в кілька десятків метрів апаратним контейнером Ф3 (кабіна стартової автоматики) і з системою електропостачання.

Для автономного електропостачання ПУ 5П851 застосовується система автономного електропостачання (САЕ) 5Е451 (5Е451А для ПУ 5П851А)

## Оператори

### Україна
У травні 2018 року стало відомо про повернення до строю в Повітряних Силах ЗС України одразу шести зенітно-ракетних комплексів, серед них і С-300ПТ.
Восени 2018 року було заплановано здійснити випробувальні пуски з відновлених ЗРК С-300ПТ. Також будуть перевірені відновлені «Куб», «Тор», С-125 та С-300В1. Проте підготувати для випробувань відновлені С-200 іще забракло часу. 6 листопада 2018 року було успішно завершено бойові стрільби підрозділів зенітних ракетних військ Повітряних Сил та військ протиповітряної оборони Сухопутних військ ЗС України. Було випущено понад 30 зенітних ракет із семи типів зенітних ракетних комплексів: С-300ПС, С-300ПТ, С-300В1, «Бук-М1», «Оса-АКМ», С-125М1 та С-125-2Д1. Спочатку робота по реальних цілях — літаках, з імітованими пусками ракет, а вже 1-2 листопада роль реальних мішеней зіграли БПЛА ВР-3 «Рейс». Майже всі цілі — знищено.